# Bilar (film)
Bilar (engelska: Cars) är en amerikansk animerad film från 2006 producerad av Pixar Animation Studios. Filmen är regisserad av John Lasseter, som även har skrivit manus tillsammans med Dan Fogelman, Joe Ranft, Kiel Murray, Phil Lorin och Jorgen Klubien.
Filmen hade biopremiär i Sverige den 1 september 2006, utgiven av Walt Disney Studios Motion Pictures.

## Handling
Blixten McQueen är en kaxig racerbil som är på väg till Kalifornien för att delta i tävlingen Pistongcupen. Efter ett missöde på motorvägen råkar han braka in i det lilla samhället Kylarköping och ställa till stor oreda och förstörelse. Som straff måste han göra samhällstjänst och rätta till allt som han ställt till med. Den självgode bilen vill bara till tävlingen han var på väg till när olyckan var framme. Men för att få göra det måste han lära sig vad det betyder att respektera Kylarköping och dess befolkning.

## Om filmen
Bilar är Disney/Pixars sjunde datoranimerade långfilm. Filmen hade svensk biopremiär den 1 september 2006, och för regin svarar John Lasseter, vars tidigare filmer inkluderar Toy Story, Toy Story 2 och Ett småkryps liv.
Filmen blev Oscarsnominerad för bästa animerade film och för sången Our Town, skriven av Randy Newman och framförd av James Taylor.
Som planerat släpptes en uppföljare 2011.

### Rollfigurer
- Blixten McQueen
- Svensk röst av Martin Stenmarck

Blixten McQueen (ofta kallad bara "Blixten") är filmens huvudfigur. I början av filmen är hans enda mål att som förstaårsbil vinna Pistoncupen och vinna ett reklamkontrakt med Dinoco. Han är kaxig och självsäker. Genom en händelse blir han fast i Kylarköping och vinner med tiden vänskap med invånarna i staden. Detta betalar sig genom att de stöttar honom i hans jakt på Pistoncupen. Designen av Blixten är plockad från många olika fordon, bl.a. Toyota Camry, Dodge Viper, Ford Mustang och Chevrolet Corvette.
- Sally Carrera
- Svensk röst av Malin Berghagen

Sally är en blå Porsche 911 Carrera som är advokat i Kylarköping. Hon har tidigare varit advokat i Los Angeles men var aldrig lycklig där. Hon flyttade till Kylarköping och blev förälskad i platsen. Sally driver ett motell "Mysiga konen" i Kylarköping. Genom filmen genomgår Blixten McQueen och Sally ett förhållande som börjar kantigt men utvecklas till kärlek. Detta får Blixten att inse att det finns saker han vill mer i livet än att vinna Pistongcupen.
- Guido
- Svensk röst av Andreas Rothlin Svensson

Guido är en liten ljusblå italiensk gaffeltruck vars front påminner om en Isetta. Han jobbar med att byta däck i affären "Luigi's Cassa Della Tires". Han drömmer om att få byta däck på en racerbil under ett depåstopp. Det enda ord han kan är "depåstopp". Precis som hans chef Luigi, är han ett stort Ferrari-fan. Han kan byta ett däck på 2,5 sekunder exakt, vilket han bevisar under Blixten McQueens tävling.
- Doc Hudson
- Svensk röst av Tomas Laustiola

Doc Hudson är en Hudson Hornet av 1951 års modell, han är lite allt-i-allo i Kylarköping, där han gömt sig efter att ha tvingats bort från sin egen racekarriär under femtiotalet efter en rejäl krasch. Det visar sig senare att han är den berömda Hudson Hornet som vann Pistoncupen tre gånger. Och innehar även rekordet för flest segrar på en säsong, ett rekord som fortfarande inte var brutet vid tiden för filmen.
- Bärgarn
- Svensk röst av Jan Modin

Bärgarn är en väldigt snäll Chevrolet bärgningsbil från mitten av 50-talet, han största nöje är att skrämma traktorer när de sover, han är även en hejare på att backa.
- Kungen
- Svensk röst av Bengt Järnblad

Kungen är en Plymouth Superbird från 1970-talet. Dinocos nuvarande bil. Med nummer 43 målat på sidorna är det en hänvisning till den bil Richard Petty tävlade med under loppet Daytona 500 1970.
- Ramone
- Svensk röst av Leopoldo Mendez

Ramone är en Chevrolet Impala lowrider från 1959, som driver en lackeringsverkstad i Kylarköping.
- Mack
- Svensk röst av Gert Fylking

Mack är en lastbilstruck av märket Mack som i sitt släp drar Blixten mellan tävlingarna. När de flesta i Blixtens team i början av filmen slutar så blir Mack Blixtens enda vän.
- Bert
- Svensk röst av Bert Karlsson

Bert är Blixtens agent. I filmen får man endast höra Berts röst, som kommer från en högtalare i Mack:s släp.